# Habitatge a la carretera de Girona (Olot)
L'Habitatge a la carretera de Girona és un edifici d'Olot (Garrotxa) inclòs a l'Inventari del Patrimoni Arquitectònic de Catalunya.

## Descripció
Es tracta d'un típic exemple de l'arquitectura domèstica inspirada en el classicisme francès, corrent anterior però que es vigoritzà durant el Noucentisme. És un xalet amb jardí que utilitza elements de l'arquitectura clàssica com pilars, columnes, arcs de mig punt i decoració clàssica.
Té un cos més alt que la resta de l'edifici. A la part del davant hi ha una terrassa mentre que a la del darrere hi ha una gran glorieta circular. Les obertures són en forma de balcó amb decoració clàssica, així com finestres circulars i quadrades.

## Història
No localitzat.